# 晴れたらポップなボクの生活
『晴れたらポップなボクの生活』（はれたらポップなボクのせいかつ）は、2006年の日本映画。

## 概要
原案は「週刊ヤングサンデー」（小学館）に連載されていた青木雄二の短編漫画作品『淀川河川敷』。
主演の矢部太郎は映画初主演。同じく主演の池畑慎之介は『薔薇の葬列』以来、37年ぶりの主演である。

## キャスト
- 尚樹：矢部太郎（カラテカ）
- ユウさん：池畑慎之介
- 美幸：片桐はいり
- マーちゃん：木村祐一
- マーちゃんの仕事仲間：片瀬ゆき
- 高田：温水洋一
- ヤン：板尾創路（130R）
- ゲンセン：山田雅人
- 千枝：多岐川裕美
- 本田：梅津栄
- 軍司：左とん平
- ユウの父：山城新伍

## スタッフ
- 監督：白岩久弥
- 製作統括：一丸秀信
- プロデューサー：山本英夫、菊井徳明、井内徳次、竹本克明
- 企画：大﨑洋、白岩久弥
- 脚本：長谷川千佳子
- 撮影監督：稲田晃宏
- 美術：藤原慎二
- 音楽：湯浅篤、スズキマサヒロ
- 音楽プロデューサー：比留間達也
- 衣装：小篠ゆま
- 照明：山口賢二
- 録音：大西光
- 助監督：湯浅真

- エンディングテーマ：『気まぐれ』（つばき、R and C Ltd.）